# María Magdalena Nevado del Campo
María Magdalena Nevado del Campo, née le 28 mai 1973, est une femme politique espagnole membre de Vox.

## Biographie
Avant d'entrer en politique, elle travaille comme directrice des ressources humaines dans l'industrie pharmaceutique, puis comme femme d'affaires.
Lors des élections générales anticipées du 10 novembre 2019, elle est élue au Congrès des députés pour la XIVe législature. Elle est également engagée au sein du mouvement antiavortement. 
Sa sœur, Elena Nevado del Campo (Parti populaire), est maire de Cáceres de 2011 à 2019. 